# Raven Ramirez
 (octobre 2017).
Si vous disposez d'ouvrages ou d'articles de référence ou si vous connaissez des sites web de qualité traitant du thème abordé ici, merci de compléter l'article en donnant les références utiles à sa vérifiabilité et en les liant à la section « Notes et références ».
Raven Ramirez est un personnage de la série télévisée Les Experts : Cyber. 
Elle est jouée par Hayley Kiyoko.